# Conchita Badía
Pour les articles homonymes, voir Badia (homonymie).
Concepció Badia i Millàs, connue sous son nom de scène en tant que Conchita Badía (orthographe en espagnol) ou Conxita Badia (en catalan), est une soprano et pianiste catalane née à Barcelone le 14 novembre 1897 et décédée le 2 mai 1975. Admirée pour sa spontanéité, son expressivité et sa diction claire, elle est considérée comme l'une des plus grandes interprètes du Lied européen, notamment de la chanson artistique catalane, espagnole et latino-américaine du XXe siècle. Elle est la première à avoir interprété de nombreuses œuvres d'Enrique Granados, Manuel de Falla, Pablo Casals, Frédéric Mompou, Alberto Ginastera et Enric Morera, dont plusieurs ont été spécialement écrites pour sa voix.
La plupart de sa collection d'enregistrements, de partitions, de lettres et d'images est conservée à la Biblioteca de Catalunya. Dans l'une de ces lettres, Pablo Casals écrit : « Tout ce que j'ai écrit pour une voix de soprano, je l'ai fait en pensant à toi. Par conséquent, tout t'appartient. »

## Vie et carrière
Conxita Badia fut l'élève privilégiée d'Enrique Granados et de Pablo Casals, dont elle devient la muse de même qu'avec Manuel de Falla et de nombreux compositeurs de son époque: Robert Gerhard, Eduard Toldrà, Lamote de Grignon, Manuel Blancafort, Xavier Montsalvatge, Narcís Bonet... Elle s'inscrit initialement à l'Académie Granados en tant qu'étudiante en piano, mais Granados « découvre » sa voix lors d'un examen de solfège. Sa première apparition sur scène est dans le rôle de fille-fleur dans le Parsifal de Wagner à côté du grand Francesc Viñas au Palau de la Música Catalana en 1913 ; elle n'a alors que 15 ans. Ses débuts en récital solo ont lieu le 5 avril 1915 lors de la première du cycle de chansons de Granados, Canciones Amatorias, accompagnée par le compositeur (deux des chansons, Llorad corazón et Gracia mía, lui ont été dédiées par Granados). Inspiré par son don, il requiert souvent sa présence par messager : « Viens, toi et les chansons! ». Après la mort de Granados et de sa femme, torpillés à bord du Sussex par les allemands en 1916, elle se produit dans de nombreux concerts en sa mémoire à travers l'Espagne et l'Europe. Admirée par Richard Strauss et Arnold Schönberg, on l'appellera « la viennoise de Barcelone », à la suite du succès de ses concerts de Lied en allemand en Autriche. Badia épouse Ricard Agustí Montsech en 1919. Le couple a trois filles : Conxita, Mariona et Carme.

Au cours des années 1930, elle donne de nombreux récitals et concerts en Espagne et dans le reste de l'Europe. À Vienne, elle interprète les Sis cançons populars catalanes de Roberto Gerhard lors de leur première en 1932 sous la direction d'Anton Webern. Gerhard avait également dédié son premier cycle de chansons L'infantament meravellós de Shahrazada (1916-18) à Badia et a dit plus tard d'elle :
« Elle ressent une joie si intense quand elle chante – joie dans la musique, joie dans sa propre voix – qu'il est impossible de ne pas la partager quand vous l'écoutez. »
En 1935, elle fait une autre apparition sur la scène de l'opéra pour chanter le rôle-titre dans María del Carmen. C'est la première fois que l'œuvre est reprise depuis ses premières représentations en 1898-1899.
En 1937, Badia et ses filles quittent l'Espagne pour échapper à la guerre civile espagnole. C'est le ministre catalan de la culture, Ventura Gasol qui l'envoie en France avec la mission de faire une tournée de concerts pendant plusuers mois en tant qu'ambassadrice de la chanson catalane et espagnole de la République en guerre. À Paris, elle devient la protagoniste des concerts organisés en raison de l'exposition de l'art catalan déplacé par le Gouvernement républicain de la Catalogne pour sauver son patrimoine artistique et le protéger du fascisme et de la guerre (Exposition Internationale de Paris, 1937, Pavillon de la République). Son amitié avec Alfred Cortot lui permet de s'installer à Paris et d'y scolariser ses filles. Elle fera de nombreux concerts avec lui et d'autres grans directeurs tels d'Ernest Ansermet.
En exile comme d'autres artistes catalans et républicains (Pau Casals, Robert Gerhard, Manuel de Falla...), elle se produit plus fréquemment en Europe dans des villes telles que Londres, Bruxelles, Genève, Paris, Vienne et Salzbourg. Elle continue ensuite son exil vers le Brésil avant de s'installer en Argentine. À Buenos Aires, Badia poursuit son étroite collaboration artistique avec Manuel de Falla. Elle collabore également avec les grands compositeurs et directeurs d'orquestre argentins Juan Jose Castro, Carlos Guastavino et Alberto Ginastera, le poète Rafael Alberti et le brésilien Heitor Villa-Lobos, entre autres. En 1946, à la mort de Falla, elle retourne en Catalogne avec sa famille. Elle a près de 50 anys. Elle présentera plusieurs de leurs chansons sudaméricaines au public espagnol et européen, souvent avec son amie proche Alicia de Larrocha.
À son retour en Catalogne, Badia enseigne le chant et le piano, à la fois en privé et dans ses dernières années en tant que professeur au Conservatoire municipal de Barcelone. Parmi ses nombreux élèves venus du monde entier pour étudier avec elle à Barcelone (de l'Europe, du Japon, de la Russie et de l'Amérique du Sud) figurent les sopranos Montserrat Caballé et Elena Obraztsova ou encore le pianiste Joaquín Nin-Culmell. Elle fait également partie des jurys de concours internationaux de chant en Amérique du Sud et en Europe, notamment le Concours international de chant de Rio de Janeiro, le Mozarteum de Salzbourg et le concours Francesc Viñas de Barcelone.
Conxita Badia meurt à Barcelone le 2 mai 1975.
En 1997, l'Archivo Manuel de Falla et l'université de Grenade célèbrent le centenaire de sa naissance avec une exposition et une série de concerts en son honneur. Le film documentaire de 2012, Conxita Badia no existeix réalisé par l'arrière-petite-fille de Badia, Eulàlia Domènech Bonet, et coproduit par Televisió de Catalunya, est finaliste du Festival international In-Edit de cinéma documentaire 2012. La plupart de la collection d'enregistrements sonores, de partitions, de lettres et d'images de Badia offerts par ses filles est conservée à la Biblioteca de Catalunya ainsi qu'à la BBC. Le Gouvernement de la Catalogne a déclarée 2025 l'Année Conxita Badia pour les 50 ans de son décès.

## Distinctions
- Grand-croix de l'ordre d'Isabelle la Catholique

## Enregistrements
- Conchita Badía: Homenaje – Chansons de Manuel de Falla, Juan José Castro, Alberto Ginastera, Carlos Guastavino, et d'autres. Enregistrements des concerts de décembre 1942 diffusés sur Radio El Mundo (Buenos Aires) avec de Falla dirigeant sa propre musique, chantée par Badía. L'album comprend également le concert de Badía à Madrid en 1964 consacré à des chansons de compositeurs argentins, dont la majorité avait été composée spécialement pour elle. Label : Piscitelli.
- La tradition catalane du piano – Conchita Badía, accompagnée par Alicia de Larrocha. On peut l'entendre chanter trois chansons de la Colección de tonadillas d'Enrique Granados : No 8. "El mirar de la maja", no 7. "La maja de Goya", et no 5. "El majo Olvidado". Enregistré à Barcelone vers 1960. Label : VAI (Vidéo Artistes International).
- Le disque du chant : Vol. 3 - 1926-1939 – Conchita Badía, accompagnée d'Oscar Donato Colacelli. On peut l'entendre chanter deux chansons de Colección de tonadillas d'Enrique Granados : No 4. "El majo discreto" et no 6. "El majo timido". Enregistré en Argentine, le 5 octobre 1940. Label : Testament.
- Hommage à Granados – Conchita Badía, accompagnée d'Alicia de Larrocha, chante 9 Tonadillas, 3 Majas dolorosas et 6 Canciones amatorias d' Enrique Granados. Label : Everest 3237.
- La Renaixenca – Conchita Badía, accompagnée de Pere Vallribera, chante des chansons de Francesc Alio et Enric Morera. Label : LACANCO Edigsa 10/11.

## Biographie
- Alavedra, Joan (1975). Una vida d'artista (Volume 18 of Col·lecció Memòries). Editorial Pòrtic. (ISBN 8473061438)
- Manso, Carlos (1989). Conchita Badía en la Argentina (Tome 12 de Libros del ayer inconmovible ). Ediciones Tres Tiempos. (ISBN 9501800962)
- Pagès i Santacana, Mònica (2000). Conxita Badia (Volume 120 de Gent nostra . Éditeur d'Infiesta. (ISBN 8460705447)